# James Mawdsley
 (août 2012).
James Ruppert Russell Mawdsley (né en 1973) est un militant pour les droits de l'homme en Birmanie à la double nationalité britannique et australienne.

## Biographie
Il est emprisonné en 1999 pour avoir distribué des cassettes et des autocollants pro-démocratiques à Rangoun. 
Condamné à 17 ans de prison au cours d'une parodie de justice, il a passé un an en prison entre 1999 et 2000 avant d'être libéré en octobre 2000 grâce au soutien et aux pressions exercées par le Ministère Britannique des Affaires Étrangères et du Commonwealth sur les autorités birmanes. 
Le Conseil d'État pour la restauration de la Loi et de l'Ordre (SLORC), devenu en 1997 le Conseil d'État pour la Paix et le Développement (SPDC), comme se prénomme la dictature militaire birmane qui à la suite d'un coup d'état le 18 septembre 1988 a pris le pouvoir, a voulu imposer des conditions à la libération de James. Il ne devait plus jamais retourner en Birmanie, mais James a refusé de signer le document à un gouvernement qui n'étant pas celui que le peuple birman a choisi durant les élections de 1990. La Ligue nationale pour la démocratie dirigée par Aung San Suu Kyi avait remporté 82 % des voix mais les résultats de ces élections n'ont jamais été respectés par le Conseil d’État pour la Paix et le Développement. Le Conseil d’État pour la Paix et le Développement n'a pour lui aucune autorité légitime. Il a écrit un livre autobiographique qui relate son combat pour la démocratie en Birmanie et son emprisonnement pour avoir défendu les valeurs en lesquelles il croit mais au-delà de son expérience personnelle, ce sont des valeurs humaines fondamentales qu'il essaie de partager. Son livre a été publié en Angleterre en 2001 sous le titre The Heart Must Break: The Fight for Democracy and Truth in Burma et aux États-Unis la même année sous le titre The Iron Road: A Stand for Truth and Democracy in Burma.